# 安德尔斯布赫
安德尔斯布赫是奥地利福拉尔贝格州布雷根茨县的一个市镇。总面积19.56平方公里，总人口2634人，人口密度135人/平方公里（2020年1月1日）。